# Élection à la direction du Fianna Fáil de 2011

Logo du Fianna Fáil.

L’élection à la direction du Fianna Fáil de 2011 (Fianna Fáil leadership election, 2011) a eu lieu le 26 janvier 2011, afin de remplacer le Premier ministre irlandais Brian Cowen au poste de chef (leader) du parti politique irlandais Fianna Fáil.

## Convocation
Le scrutin a été convoqué par Brian Cowen le 22 janvier 2011, après sa décision de renoncer à la direction du parti, qu'il occupait depuis le 6 mai 2008 et bien qu'il ait fait l'objet d'un vote de confiance quatre jours plus tôt. L'expiration du délai d'enregistrement des candidatures était fixé à 13h00 le 24 janvier, l'élection devant se tenir lors d'une réunion extraordinaire du groupe parlementaire, deux jours plus tard. À noter que le député et ancien secrétaire d'État à la Science, Jimmy Devins, a réintégré le Fianna Fáil, qu'il avait quitté en avril 2009, le 25 janvier afin de pouvoir prendre part au vote.

## Scrutin

### Candidats
Se sont présentés à ce scrutin : 
- Mary Hanafin, ministre du Tourisme, de la Culture et des Sports ;
- Brian Lenihan, Jnr, ministre des Finances ;
- Micheál Martin, ancien ministre des Affaires étrangères ;
- Éamon Ó Cuív, ministre de la Protection sociale.

Ont refusé de se présenter : 
- Conor Lenihan, secrétaire d'État à la Science, à la Technologie, à l'Innovation et aux Ressources naturelles (frère de Brian).

### Résultats
- Le corps électoral se composait des 72 députés (Teachtaí Dála, TDs) formant le groupe parlementaire du Fianna Fáil au Dáil Éireann.

| Candidats          | 1er tour  | 1er tour | 2e tour   | 2e tour | 3e tour   | 3e tour |
| Candidats          | Suffrages | %        | Suffrages | %       | Suffrages | %       |
| ------------------ | --------- | -------- | --------- | ------- | --------- | ------- |
| Micheál Martin     | 33        | 45,8 %   | 36        | 50 %    | 50        | 69,4 %  |
| Éamon Ó Cuív       | 15        | 20,8 %   | 18        | 25 %    | 22        | 30,6 %  |
| Brian Lenihan, Jnr | 14        | 19,4 %   | 18        | 25 %    | Défait    | Défait  |
| Mary Hanafin       | 10        | 13,8 %   | Défaite   | Défaite | Défaite   | Défaite |

Après trois tours de scrutin, l'ancien chef de la diplomatie Micheál Martin, qui avait démissionné du gouvernement le 16 janvier afin de s'opposer à la volonté de Brian Cowen de conduire la campagne du Fianna Fáil aux élections législatives anticipées du 25 février, est donc choisi pour succéder à ce dernier. Il nommera toutefois ses trois adversaires dans son « cabinet fantôme » (Front Bench), Mary Hanafin devenant même son adjointe à la tête de la formation. C'est en outre la première fois dans l'histoire du parti qu'il faut plus d'un tour pour qu'un nouveau chef soit désigné.